# Hans Daufeldt
Hans Daufeldt (* 20. Januar 1908 in Kappeln; † 1974) war ein deutscher SS-Führer und SD-Nachrichtenoffizier.

## Leben und Wirken
Hans Daufeldt war der Sohn eines Werkmeisters. Nach dem Besuch der Volks- und Mittelschule begann Daufeldt eine kaufmännische Lehre. Danach begann er ein Studium der Volkswirtschaften an der Universität in Kiel, das er aus finanziellen Gründen abbrechen musste. In den frühen 1930er Jahren war er arbeitslos und bezog bis 1933 Arbeitslosenunterstützung. Zum 1. Dezember 1931 trat Daufeldt in die NSDAP (Mitgliedsnummer 753.151) und im selben Jahr in die SS (SS-Nummer 36.167) ein.
Im Frühjahr 1933 wurde Daufeldt für drei Monate in Kiel als Hilfspolizist eingesetzt. Im Juni 1933 wurde er in den Sicherheitsdienst (SD) der SS übernommen und war in der Abt. II/111 (Freimaurer) eingesetzt. Nachdem er 1934/1935 die SS-Führerschule in Bad Tölz durchlaufen hatte, wurde er für eineinhalb Jahre Adjutant von Konrad Henlein, dem Führer der Sudetendeutschen Partei. 1936 wurde er auf Parteikosten für ein Jahr nach Großbritannien geschickt, wo er an der Commercial School der Handelskammer London studierte. 1938 erwarb er an der Auslandhochschule an der Universität Berlin ein Dolmetscher-Diplom für die englische Sprache.
Seiner Ausbildung entsprechend leitete Daufeldt ab September 1939 im Reichssicherheitshauptamt die Gruppe VI D (Englisch-amerikanisches Einflussgebiet). Wildt charakterisiert die Karriere Daufeldts – der ab 1939 den Rang eines SS-Sturmbannführers erreicht hatte – als „kaum für möglich gehaltener Aufstieg mit Hilfe des SD“. Ab 1940 wurde er im Amt VI Hauptbevollmächtigter für die skandinavischen Länder.
Im Frühjahr 1942 wurde Daufeldt von Walter Schellenberg als Leiter der Gruppe VI D abgelöst und als Sonderbeauftragter für die Auslandsspionage des SD in der Schweiz nach Lausanne entsandt. Zur Tarnung hatte er pro forma den Rang eines Vizekonsuls durch das Reichsaußenministerium erhalten. Tätig wurde er am dortigen Konsulat, wo er auch seinen Sitz hatte. Relativ schnell hatte er sich in der Schweiz durch seine, dort auch bekannt gewordene Berufsbiografie und sein nachrichtendienstliches Handeln, selbst enttarnt. Auf die Liste der aus der Schweiz auszuweisenden Personen gesetzt, wurde er noch im November 1944 durch Gustav Adolf Sonnenhol ersetzt. Anfang 1945 wurde er nach Dänemark versetzt. Dort löste er den bei einem Attentat schwer verletzten Leiter der Abteilung VI (SD-Auslandsnachrichtendienst) beim Befehlshaber der Sicherheitspolizei und des SD in Kopenhagen, SS-Hauptsturmführer Hermann Adolf Seibold (1911–1971) ab. Nachdem er Dänemark am 14. März 1945 verlassen hatte, geriet Daufeldt in amerikanische Internierung. 1946 nahm er als Zeuge an den Nürnberger Prozessen teil.
Nach dem Zweiten Weltkrieg lebte Daufeldt als Hoteldirektor in Bad Tölz.